# Hair of the Dog
Hair Of The Dog es el sexto álbum de estudio de la banda escocesa Nazareth, editado en 1975. Considerado su obra maestra y también uno de los mejores discos de hard rock de la historia con más de dos millones de copias vendidas en todo el mundo.

## Grabación y recepción
Este es el primer disco del grupo con la producción de Manny Charlton, dado que los tres discos anteriores fueron producidos por Roger Glover, bajista de Deep Purple, el cover de "Love Hurts" de The Everly Brothers logro llegar al puesto 21 del Billboard Hot 100 de 1976

## Lista de canciones
- Todas las canciones fueron compuestas por Manny Charlton, Dan McCafferty, Pete Agnew y Darrell Sweet, excepto las señaladas.

1. «Hair of the Dog» - 4:11
2. «Miss Misery» - 4:40
3. «Guilty» (Randy Newman) - 3:38
4. «Changin' Times» - 6:03
5. «Beggar's Day» (Nils Lofgren, Cover de Crazy Horse) - 3:46
6. «Rose In The Heather» - 2:45
7. «Whiskey Drinkin' Woman» - 5:29
8. «Please Don't Judas Me» - 9:48
9. «Love Hurts» (Boudleaux Bryant) - 3:53"*"
  - "*"Originalmente tercera canción en la edición americana.

### Edición remasterizada
1. «Down» - 3:55
2. «Railroad Boy» - 4:07
3. «Go Down Fighting» - 3:05
4. «Hair Of The Dog» (Versión editada) - 3:21
5. «Holy Roller» (Versión extendida) - 4:16

## Músicos
Nazareth
- Dan McCafferty – voz principal y coros, caja de voz en "Hair of the Dog".
- Manny Charlton – guitarras y sintetizador.
- Pete Agnew – bajo y coros.
- Darrell Sweet – batería y coros.

Invitados
- Max Middleton – Piano en "Guilty".
- Simon Phillips – Tabla india en "Please Don't Judas Me".
- Vicki Brown, Liza Strike, Barry St. John – coros en "Guilty".
- Vicky Silva – coros en "Please Don't Judas Me".